# ビブリオテーケー

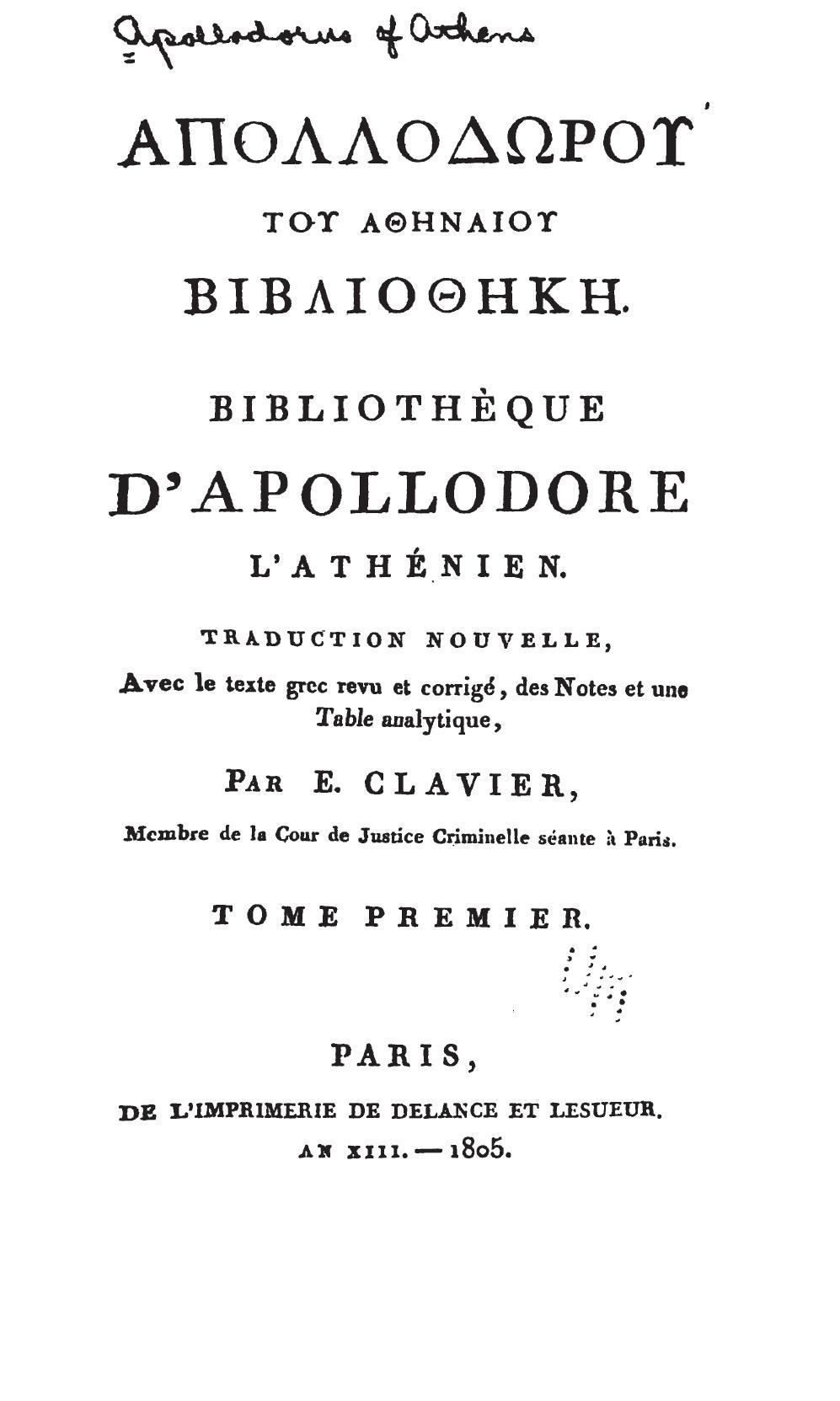
1805年にフランスで出版された『ビブリオテーケー』。

『ビブリオテーケー』（希: Βιβλιοθήκη、Bibliothēkē、ラテン語: Bibliotheca）は、伝統的なギリシア神話の神々と英雄伝説の概要を述べた書。3巻が現存する。
日本語訳書では『ギリシア神話』と題されることが多いが、原題は「文庫」の意味。
この種類の書籍として、古代より現在にまで伝存した唯一のもので、世界の起源からトロイア戦争終結後までのギリシア神話の系統的概説書である。

## 成立

### 成立時期
『ビブリオテーケー』は、紀元1世紀から2世紀頃に編集された。写本が現在にまで伝存しているが、本書について直接言及した記録はない。

### 作者
現存するいくつかの写本にはその著者として「アポロドーロス」（Απολλόδωρος）という名前が示されている。このアポロドーロスは、サモトラケのアリスタルコス (Aristarchos) の弟子、アテーナイのアポロドーロス（紀元前180年頃生）と見なされてきた。アテーナイのアポロドーロスは、『年代記』（Χρονικα）を著し、ディオドルス・シクルスはこの年代記の記法を利用した。またホメーロスに関する注釈も著したことが知られている。
しかし、このテキストには、おそらく1世紀の人物と考えられる、ローマの年代記作者カストール (Kastor) の引用が含まれている（II.1.3）。また、アテーナイのアポロドーロスの著作はほとんどが散逸し今日伝存していないが、わずかに残る文章と比較しても、合理的で整然とした文献学的記述を行うアテーナイのアポロドーロスと『ビブリオテーケー』の編集者は作風からは同一人物とは考えがたいということもあり、19世紀末に、ローベルト（C. Robert）などが別人説を唱え、今日では本書の著者はアテーナイのアポロドーロスではないと考えられている。
古代、アポロドーロスという名は一般的な名であった（語源的には、「アポローン, Apollon」と「贈り物, doron」の合成形の男性名詞形とも見える）。アテーナイのアポロドーロス以外にも、名を知られるアポロドーロスが10人近くいたので、本書『ビブリオテーケー』の作者として、pseudos（偽）＋ Apollodoros で、pseudo-Apollodros またはそのラテン語形の pseudo-Apollodorus とも呼ばれた。これは19世紀末より20世紀にかけてのことである。
pseudo-Appollodrus（対応日本語呼称は「偽アポロドーロス」）という呼び方は今日でもなお使用されている。例えば、『エンサイクロペディア・ブリタニカ』の2005年CD版は、Bibliotheca の作者をこの形の名で呼んでいる。他方、このような呼び方はせず、単にアポロドーロスとしたり、Apollodrus mythographus というような名を使っている例もある。

## 研究史
著者を示唆する記述と共に、この本に言及したのは9世紀の東ローマ帝国の高僧であったポーティオスであり、それ以降、ヨハネス・ツェツェースなどの注釈学者によって頻繁に引用されるようになった。東ローマ帝国においては、10世紀より帝国が滅亡する15世紀の頃まで文献学者によって研究され注釈されて来た。
西欧が本書を知るのは、東ローマ帝国滅亡により、その文化的遺産の多くを継承した15世紀以降となる。ルネサンスにおけるラテン文学を通じてのギリシア神話理解の時代以降に、真の古代ギリシアの探求や研究が始められたので、西欧では、この書籍が一般の研究者に知られるようになるのは、更に遅い時代となる。しかし、この書籍は、独特の内容と構成を持ち、すなわち紀元前5世紀以前の古代ギリシア神話の姿を伝えているため、古典研究者にとって重要な資料となった。また、現代の詩人・文学者のロバート・グレーヴス（1895年–1985年）まで多くの作家等に影響を与えた。

## 内容
この書は、古代のギリシア神話の包括的な系統誌で、英雄神話の中の諸王朝の物語や、ヘーラクレース、イアーソーン、ペルセウス、そしてトロイア戦争の概説とそこに登場するアキレウス、ヘクトール、ヘレネーといった英雄や女性にまつわるエピソードが語られる。
紀元前5世紀以前の文献を基に神話をまとめているため、ローマ神話の影響をまだ受けていない。ギリシア神話の主要な文献として、参考書として、更に、オウィディウスなどのラテン語作家がある意味で歪曲したとも言える、本来の古代ギリシア神話の姿を伝えるものとして重要な意味を持つ。

## 写本
『ビブリオテーケー』は元々は4巻あったが、3巻の一部と4巻が消失してしまった。R･ワグナー（R. Wagner）によれば14本の写本が現存しているが、そのいずれも3巻の途中より以降が消失した状態である。そのためすべての写本は不完全な原本から写されたものであると考えられる。一方で全体の摘要（エピトメー、epitome）もいくつか発見されている。たとえばワグナーは1885年にヴァチカン宮殿所蔵の写本から本書の要約を発見している（ヴァチカン本）。また1887年にはパパドプーロス・ケラメウス（A. Papadopulos-Kerameus）がエルサレムの聖サバス修道院から同種の不完全な要約を発見した（サバス本）。これらの要約は消失した部分の概略を現在に伝えており、ジェームズ・フレイザーはヴァチカン本とサバス本を用いて従来の写本の内容を補い、注釈を行った（J. G. Frazer, Apollodorus. The Library I, II. London）。

## 日本語訳
本書は日本では高津春繁の訳本が半世紀以上に渡り流布した結果、『ギリシア神話』という名称が定着している。他方、英語ではこの本を簡単に Library and Epitome と呼んだりする。
- アポロドーロス『ギリシア神話』 高津春繁訳、岩波文庫、改版1978年（初版1953年）ISBN 4-00-321101-4

## 関連書籍
- 高津春繁 『古代ギリシア文学史』 岩波書店〈岩波全書〉、改版1977年、復刻2008年
- 高津春繁 『ギリシア神話』 岩波新書、1965年
- 呉茂一 『ギリシア神話』 新潮社、新版1994年／新潮文庫 上・下、改版2007年
- Encyclopaedia Britannica 2005 CD version
- Simon Hornblower et al., eds. The Oxford Classical Dictionary 3rd ed. rev. Oxford UP. ISBN 978-0-19-860641-3
- Diller Aubrey, 1983. Studies in Greek Manuscript Tradition, (Amsterdam)  pp. 199-216. Abstract.[リンク切れ] Originally as "The Text History of the Bibliotheca of Pseudo-Apollodorus", in Transactions of the American Philological Association 66 (1935), pp. 296-313.